# صدراعظم
صدراعظم (لاتین: cancellarius) عنوانی برای اشاره به مقامی رسمی در حکومت‌های برخی ملل است. اختیارات صدراعظم، بنابر نحوه سیاست‌گذاری کشورها به طور مختلف تعیین می‌شود از جمله حکومت سیاسی، آموزش و پرورش و مذهب. رهبری حکومت، تعیین سیاست خارجی، وظایف قضایی، مسئولیت مالی و اقتصادی و ریاست دانشگاه از جمله وظایفی هستند که به صدراعظم واگذار می‌شوند.